# Gouverneur (Saint-Barthélemy)
Gouverneur is een villawijk en strand in Saint-Barthélemy. Het bevindt zich ongeveer 2 km ten zuidoosten van de hoofdplaats Gustavia. Het is bekend van het strand Anse de Gouverneur en de villa van Roman Abramovitsj.

## Overzicht
Gouverneur was oorspronkelijk een leeg natuurgebied. In 1957 kocht David Rockefeller een terrein van 28 hectare op de heuvel met uitzicht op het strand en de zee. De grond werd doorverkocht aan de projectontwikkelaar Francis Goelet, die een villa bouwde. In de jaren 1970 ontwikkelde Gouverneur zich tot een villawijk. In 2020 was de villa de eigendom van de Russische miljardair Roman Abramovitsj. In de heuvel bevinden zich veel kleine grotten die onder begeleiding te bezichtigen zijn en waar veel fossielen voorkomen.

## Anse de Gouverneur

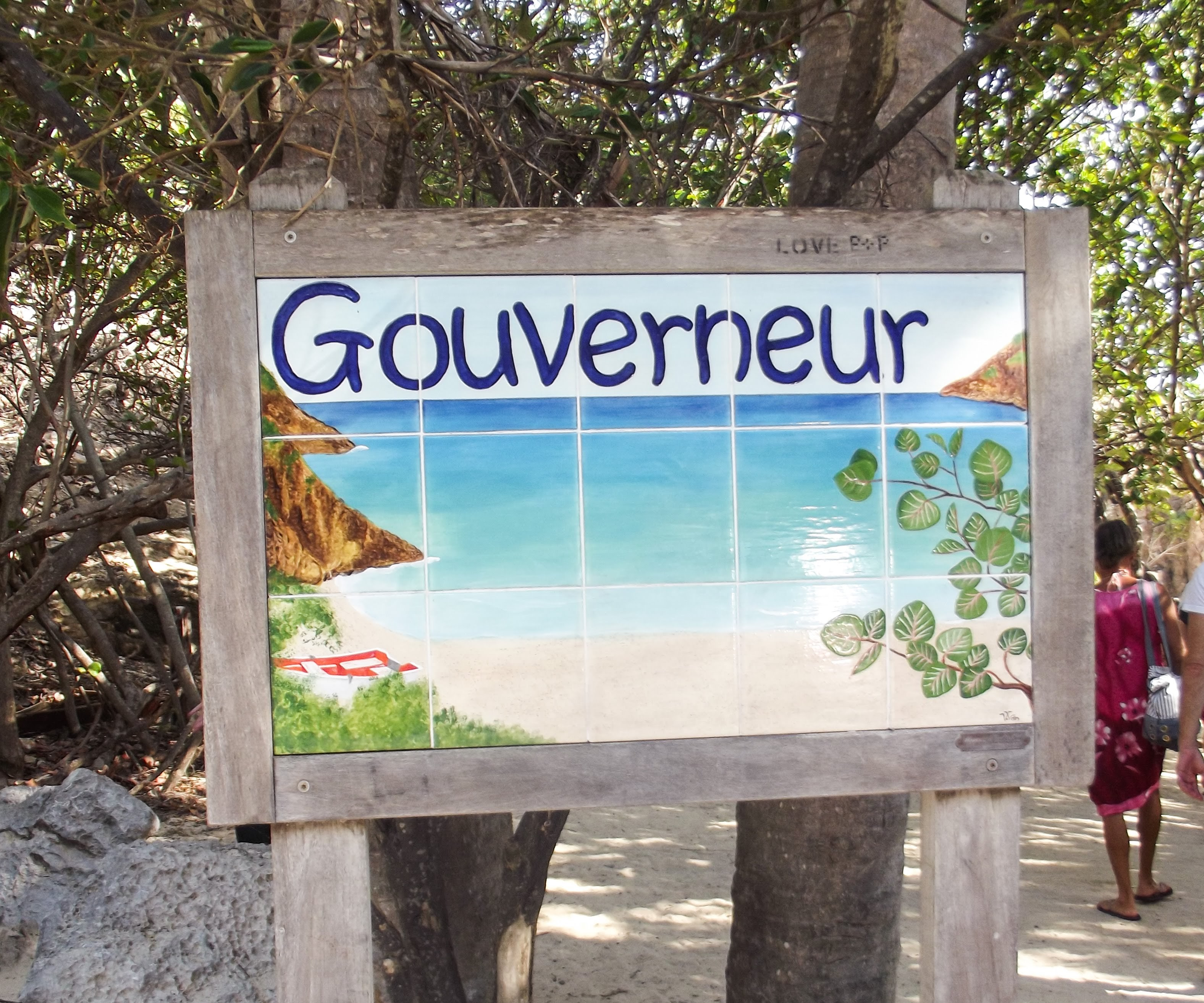
Toegangsbord van het strand

Anse de Gouverneur (ook Gouverneur Beach) is een langgerekt witzandstrand in het zuiden van het eiland. Het is te bereiken via een kronkelweg die naar de parkeerplaats voert, en is omringd door rotsen en hoge duinen die begroeid zijn met winde. De rechterzijde van het strand wordt gebruikt als naaktstrand. Het is een rustig strand, maar heeft geen voorzieningen.
Volgens een legende had de boekanier Daniel Montbars zijn schatten begraven op Anse de Grande Saline of in Gouverneur.
Colombier · Corossol · Gouverneur · Gustavia · Lorient · Saint-Jean
Anse de Colombier · Anse de Gouverneur · Anse de Grande Saline · Anse de Toiny · Plage de Saint-Jean · Shell Beach